# 卢彦
卢彦（1963年3月—），男，汉族，江苏宝应人，中华人民共和国政治人物。北京商学院经济系企业管理专业毕业，中国人民大学商学院贸易系贸易经济专业在职经济学博士。

## 生平
1980年9月，在北京商学院经济系企业管理专业学习。1984年7月参加工作，任北京商学院经济系物价研究室教师。1993年12月，任北京商学院商业经济研究所副所长。1995年8月，任国务院发展研究中心市场经济研究所市场流通研究室主任。1996年3月，任北京市物价局副局长。2000年1月，任北京市商业委员会副主任。2003年1月，任北京市东城区区委副书记、代理区长、区长。2006年7月，任北京市商务局党组书记、局长。2009年3月，任北京市商务委员会党组书记、主任。2014年11月，任北京市发展和改革委员会主任。2017年4月，任北京市人民政府副市长。2023年1月，卢彦当选为北京市政协副主席，不再担任北京市副市长。